# Inner City (gruppo musicale)
Inner City è stato il nome di un duo statunitense nato nel 1987 a Detroit e composto dal dj Kevin Saunderson e dalla cantante Paris Grey.
Il gruppo è conosciuto soprattutto per i successi Good Life e Big Fun, contenuti nel loro album di debutto Paradise e caratterizzati da un crossover tra musica techno-house e pop.
Nei lavori successivi Saunderson e Grey si orientarono verso canzoni più soul con elementi Jazz e Downtempo seguendo le orme di Massive Attack e Soul II Soul.

## Formazione
- Kevin Saunderson - (nato il 5 settembre 1964)
- Paris Grey - (nata il 5 novembre 1965)

## Album
- 1989 - Paradise (pubblicato come Big Fun negli Stati Uniti)
- 1989 - Paradise Remixed
- 1990 - Fire
- 1992 - Praise
- 1993 - Testament '93